# Шварц, Эгил Язепович
Эгил Язепович Шварц (латыш. Egils Švarcs, нем. Egil Schwartz; род. 15 апреля 1935, Валмиера) — латвийский советский композитор и джазовый музыкант; после эмиграции из СССР — немецкий журналист и продюсер.

## Биография
Эгил Шварц родился 15 апреля 1935 года в Риге, в семье домохозяйки латышки Герты и перешедшего в христианство еврея Язепа Шварца, в молодости евангелистского проповедника, а потом преподавателя гимназии в Валмиера. Язепс Шварц умел играть на фортепиано и обожал музыку Вагнера. Наверное, поэтому своему сыну Эгилу он дал и второе имя — Гурнеманц (так звали рыцаря из оперы «Парсифаль»). В первый год немецкой оккупации Язепс был расстрелян латышскими фашистами.
Эгилс учился в Рижской музыкальной школе имени Э. Дарзиня. Одноклассник народного артиста СССР композитора Раймонда Паулса.
Окончил Латвийскую государственную консерваторию (факультет оркестровых инструментов, 1958 и по классу композиции Я. Иванова, 1968).
Играл в эстрадном секстете контрабасистов Рижского радио (1956), был главным дирижёром и художественным руководителем Рижского эстрадного оркестра (1959—1964, с перерывами), музыкальным руководителем, дирижёром и аранжировщиком Эстрадного оркестра Москонцерта под управлением Эдди Рознера (1964—1965), позже руководил студийными и гастрольными коллективами своей супруги — певицы Ларисы Мондрус. Писал для неё песни, например: «Мой милый фантазер» на слова А. Домоховского.
Шварц аранжировал мелодии для песен в исполнении Валерия Ободзинского, Эдиты Пьехи, Муслима Магомаева, Тамары Миансаровой. В 1973 году в Германии песня Эгила «Jeder nette Lette», исполненная Ларисой Мондрус, стала популярной.
В 1973 году вместе с супругой эмигрировал в ФРГ. Работал редактором латышской службы на Радио «Свобода» в Мюнхене (с 1975), музыкальным журналистом и продюсером.

### Семья
В первом браке у Эгила Шварца — дочь.
С 18-летней Ларисой Мондрус Шварц познакомился в своём оркестре, ради неё расторг первый брак. Вместе они прожили всю жизнь.
- Жена с 1964 года — Лариса Мондрус, певица и актриса.
  - Сын — Лорен Шварц (род. в 1982). Возглавляет кафедру автоматизации медицинских процедур на факультете информатики в Мюнхенском техническом университете[4].